# Hökhult (naturreservat)
Hökhult är ett naturreservat i Kinda kommun i Östergötlands län.
Området är naturskyddat sedan 2001 och är 20 hektar stort. Reservatet omfattar Hökhultsberget med sluttningar. Reservatet består av äldre barrskog med inslag av asp och ekar.